# Liste der Monuments historiques in Saint-Martial-de-Vitaterne
Die Liste der Monuments historiques in Saint-Martial-de-Vitaterne führt die Monuments historiques in der französischen Gemeinde Saint-Martial-de-Vitaterne auf.

## Liste der Bauwerke
| Bezeichnung       | Beschreibung              | Standort | Kennzeichnung | Schutzstatus | Datum | Bild           |
| ----------------- | ------------------------- | -------- | ------------- | ------------ | ----- | -------------- |
| Kirche St-Martial | Erbaut im 11. Jahrhundert | (Lage)   | PA17000034    | Inscrit      | 2000  | weitere Bilder |

## Liste der Objekte
Zum Verständnis siehe: Kirchenausstattung
| Bezeichnung             | Beschreibung                                                        | Standort                        | Kennzeichnung | Schutzstatus | Datum | Bild |
| ----------------------- | ------------------------------------------------------------------- | ------------------------------- | ------------- | ------------ | ----- | ---- |
| Skulptur eines Heiligen | Fragment, möglicherweise Petrus darstellend; Stein, 15. Jahrhundert | in der Kirche St-Martial (Lage) | PM17000872    | Inscrit      | 1975  |      |
| Baiser de paix          | Silber, 18. Jahrhundert                                             | in der Kirche St-Martial (Lage) | PM17000415    | Classé       | 1975  |      |